# الشحمات (السدة)

تعديل مصدري - تعديل

الشحمات محلة تابعة لقرية سوق الثلوث، التابعة لعزلة وادي حجاج بمديرية السدة إحدى مديريات محافظة إب في الجمهورية اليمنية.، بلغ تعداد سكانها 85 حسب تعداد اليمن لعام 2004.